# Very Exciting
Very Exciting är ett studioalbum av den australiska punkrockgruppen Hard-Ons, utgivet 2003 på amerikanska BOMP! och svenska Bad Taste Records.

## Låtlista
1. "Sunny" - 2:45
2. "Punk Police" - 1:41
3. "Scared of It All" - 3:17
4. "Killing Me" - 1:21
5. "Baka" - 5:15
6. "Olympic Diver" - 2:35
7. "Radio" - 2:19
8. "Cat's Got Your Tongue" - 3:06
9. "Taxi" - 1:35
10. "Race Track" - 3:01
11. "Caravan Man" - 2:02
12. "(Every Time I Hear) Techno (I Pray for Death)" - 2:34
13. "Breakfast Caramel" - 4:54
14. "Preservation of a Wildcat" - 3:08

### Fotnoter
1. ↑  ”Very Exciting”. Discogs.com. http://www.discogs.com/Hard-Ons-Very-Exciting/release/2287620. Läst 6 maj 2012.